# 올드 (영화)
《올드》(영어: Old)는 2021년 개봉한 미국의 스릴러 영화로, M. 나이트 샤말란 감독의 14번째 장편영화이다. 피에르 오스카 레비가 쓰고 프레데리크 페테르스가 그린 그래픽노블 《Sandcastle》을 원작으로 한다. 가엘 가르시아 베르날, 일라이자 스캔런, 루퍼스 슈얼, 토머신 매켄지 등이 출연한다.

## 줄거리
가이와 프리사 카파는 별거 중이다. 그들은 어린 자녀 매덕스와 트렌트를 데리고 마지막 가족 휴가로 열대 휴양지로 간다. 호텔에서 가이와 프리사는 무료 음료를 받고, 아이들은 리조트 매니저의 조카인 이들리브와 친구가 된다. 밤에 매덕스와 트렌트는 부모가 다투는 것을 엿듣고 이들리브와 함께 메시지 해독 게임을 한다. 말다툼 중에 프리사가 양성이고 천천히 자라는 난소 종양을 가지고 있다는 것이 밝혀진다.
다음 날 아침, 매니저는 가족을 외딴 해변으로 초대하고, 그곳에는 세 팀이 더 와 있다. 래퍼 브렌던 "미드사이즈 세단"과 그의 여성 동반자, 외과 의사 찰스, 그의 노모 아그네스, 그의 아내 크리스탈, 그리고 그들의 어린 딸 카라, 그리고 긴밀한 부부 자린과 패트리샤 카마이클이 그들이다.
트렌트는 브렌던의 동반자의 시체를 발견한다. 찰스는 브렌던을 의심하고, 브렌던은 자신이 혈우병 때문에 코피를 흘리고 있다고 밝힌다. 아이들이 급격히 십 대가 되고 아그네스가 갑자기 죽자, 가족들은 해변이 그들을 노화시키고 있으며, 거주자들이 30분마다 1년씩 노화하는 것과 같다고 결론짓는다. 각 가족 중 적어도 한 명은 기저 질환을 가지고 있다. 그들은 떠나려고 하면 의식을 잃고 떠났던 곳으로 돌아와 깨어난다는 것을 발견한다.
찰스는 격분하여 브렌던을 주머니칼로 벤다. 일행은 그의 부상이 빠르게 치유되는 것을 지켜본다. 프리사의 천천히 자란다고 알려진 난소 종양은 생명을 위협하는 속도로 빠르게 커진다. 찰스는 성공적으로 수술로 제거한다. 브렌던은 그의 동반자의 시체가 몇 시간 만에 완전히 부패했다는 것을 발견한다. 카라와 트렌트는 계속해서 10대 후반으로 나이가 들고, 서로 성관계를 가진 후 카라는 급격히 임신한다. 그녀는 아이를 낳지만, 시간이 빠르게 지나면서 아기는 굶어 죽는다.
찰스의 악화되는 조현병이 그가 브렌던을 죽이게 만들면서 떠나려는 시도는 점점 더 긴장된다. 날이 갈수록 자린은 도움을 요청하기 위해 수영하려다 익사하고, 카라는 산을 넘으려다 추락사하며, 패트리샤는 치명적인 뇌전증 발작을 겪는다. 가이의 시야는 흐려지고, 프리사는 청력을 잃는다. 트렌트와 매덕스는 해변에서 죽은 많은 사람들의 이름이 적힌 이전 여행자의 노트를 발견하고, 그들이 감시당하고 있다는 징후도 함께 발견한다. 밤에 찰스는 조현병 발작으로 가이와 프리사를 공격하고, 프리사는 도망치고 찰스는 계속해서 가이를 공격한다.
크리스탈의 저칼슘혈증은 그녀의 뼈가 반복적으로 파열되고 제대로 치유되지 않아 몸이 끔찍하게 뒤틀리고 결국 그녀를 죽음에 이르게 한다. 프리사는 돌아와 찰스를 녹슨 칼로 베어 치명적인 혈액 감염을 유발하여 그를 죽인다. 노인이 된 가이와 프리사는 서로 몇 분 간격으로 자연사로 평화롭게 죽기 전에 화해한다.
다음 날 아침, 이제 중년이 된 매덕스와 트렌트만이 남게 되자, 두 사람은 모래성을 쌓는다. 그들은 이들리브가 그들에게 준 비밀 메시지를 다시 확인하고, 트렌트는 그것이 수중 산호 통로와 연결되어 있다고 추론한다. 그 통로가 의식을 잃지 않고 해변을 떠날 수 있게 해줄 것이라고 믿고, 그와 그의 여동생은 산호 사이로 수영하기 시작한다. 그녀의 수영복이 산호초에 걸려 물에서 나오지 못하는 것처럼 보이자, 그들을 감시하던 리조트 직원은 전체 그룹이 죽었다고 보고한다. 그는 매니저에게 이 소식을 전하고, 매니저는 이전에 손님이 해변에서 거의 탈출할 뻔한 사건을 경고한다. 매니저는 이어서 시험 73이 종료되었음을 발표한다.
이 리조트는 제약 회사 워렌 앤 워렌의 연구팀이 새로운 의약품에 대한 비공개 임상 시험을 수행하는 위장이라는 것이 밝혀진다. 이 약물은 음료에 약물을 타서 의학적 상태를 가진 손님들에게 투여된다. 해변이 손님들의 삶을 자연적으로 가속화하기 때문에 연구원들은 하루 안에 평생 약물 시험을 완료할 수 있었다.
연구원들은 새로운 그룹을 해변으로 유인하지만, 수중 수영에서 살아남은 트렌트와 매덕스가 방해한다. 그들은 노트를 증거로 사용하여 휴가 중인 경찰관 그렉 미첼에게 전달한다. 노트에 기재된 모든 사람이 실종자임을 발견한 그렉은 자신의 상사에게 연구원들의 범죄를 알린다. 연구원들은 체포되었고, 워렌 앤 워렌의 나머지 직원들에게 소환장이 발송되었다고 언급되며, 그렉은 트렌트와 매덕스를 그들의 이모와 재회시킬 계획이다.

## 출연
- 가엘 가르시아 베르날 - 가이 카파 역
- 비키 크리프스 - 프리스카 카파 역
- 루퍼스 슈얼 - 찰스 역
- 놀런 리버, 루카 파우스티노, 알렉스 울프, 이먼 엘리엇 - 트렌트 카파 역 (각각 6세, 11세, 15세, 성인)
- 알렉사 스윈턴, 토머신 매켄지, 엠베스 데이비츠 - 매덕스 카파 역 (각각 11세, 16세, 성인)
- 애비 리 - 크리스털 역
- 니키 아무카버드 - 패트리샤 카마이클 역
- 켄 렁 - 재린 카마이클 역
- 일라이자 스캔런 - 캐라 역
- 에런 피에르 - 미드사이즈드 세단 역
- 캐슬린 찰팬트 - 애그니스 역
- 구스타프 함마르스텐 - 리조트 매니저 역
- 프랜체스카 이스트우드 - 마드리드 역
- 매슈 셰어 - 시드니 역
- 케일린 주드 - 이들립 역
- M. 나이트 샤말란 - 드라이버, 감시자 역